# Dennis Farina
Dennis Farina (n. 29 februarie 1944, Chicago, Illinois, SUA – d. 22 iulie 2013, Scottsdale, Arizona, SUA) a fost un actor american, prezentator de televiziune și fost ofițer de poliție.

## Filmografie
| An   | Film                               | Rol                      | Note                                  |
| ---- | ---------------------------------- | ------------------------ | ------------------------------------- |
| 1981 | Thief                              | Carl                     |                                       |
| 1985 | Code of Silence                    | Det. Dorato              |                                       |
| 1986 | Jo Jo Dancer, Your Life Is Calling | Freddy                   |                                       |
| 1986 | Manhunter                          | Jack Crawford            |                                       |
| 1988 | Midnight Run                       | Jimmy Serrano            |                                       |
| 1990 | Men of Respect                     | Bankie Como              |                                       |
| 1990 | Havana                             | Joe Volpe's assistant    | nemenționat                           |
| 1992 | Mac                                | Mr. Stunder              |                                       |
| 1992 | We're Talking Serious Money        | Sal                      |                                       |
| 1992 | Street Crimes                      | Brian                    |                                       |
| 1993 | Another Stakeout                   | Brian O'Hara             |                                       |
| 1993 | Romeo Is Bleeding                  | Nick Gazzara             | nemenționat                           |
| 1993 | Striking Distance                  | Capt. Nick Detillo       |                                       |
| 1994 | Little Big League                  | George O'Farrell         |                                       |
| 1995 | Get Shorty                         | Ray "Bones" Barboni      |                                       |
| 1996 | Eddie                              | Coach John Bailey        |                                       |
| 1997 | That Old Feeling                   | Dan De Mora              |                                       |
| 1998 | Out of Sight                       | Marshall Sisco           |                                       |
| 1998 | Saving Private Ryan                | Lt. Col. Walter Anderson |                                       |
| 1999 | The Mod Squad                      | Capt. Adam Greer         |                                       |
| 2000 | Reindeer Games                     | Jack Bangs               |                                       |
| 2000 | Preston Tylk                       | Dick Muller              |                                       |
| 2000 | Snatch                             | Abraham "Avi" Denovitz   |                                       |
| 2001 | Sidewalks of New York              | Carpo                    |                                       |
| 2002 | Big Trouble                        | Henry Desalvo            |                                       |
| 2002 | Stealing Harvard                   | Mr. Warner               |                                       |
| 2004 | Paparazzi                          | Det. Burton              |                                       |
| 2004 | Scrambled Eggs                     | Dr. Carlson              | Scurtmetraj                           |
| 2007 | You Kill Me                        | Edward O'Leary           |                                       |
| 2007 | Purple Violets                     | Glen Gilmore             |                                       |
| 2007 | The Grand                          | L.B.J. Deuce Fairbanks   |                                       |
| 2007 | National Lampoon's Bag Boy         | Marty Engstrom           |                                       |
| 2008 | Bottle Shock                       | Maurice Cantavale        |                                       |
| 2008 | What Happens in Vegas              | Banger                   |                                       |
| 2010 | Knucklehead                        | Memphis Earl             |                                       |
| 2011 | The Last Rites of Joe May          | Joe May                  |                                       |
| 2014 | Authors Anonymous                  | John K. Butzin           | Lansare postumă                       |
| 2014 | Lucky Stiff                        | Luigi                    | Lansare postumă (ultimul rol de film) |

### Televiziune
| An        | Film                                | Rol                            | Note                                                                            |
| --------- | ----------------------------------- | ------------------------------ | ------------------------------------------------------------------------------- |
| 1983      | Through Naked Eyes                  | Patrolman                      | film TV                                                                         |
| 1984      | The Killing Floor                   | Supervisor                     | film TV                                                                         |
| 1984      | Hard Knox                           | April                          | film TV                                                                         |
| 1984–1989 | Miami Vice                          | Albert Lombard                 | 3 episoade                                                                      |
| 1985      | Hardcastle and McCormick            | Ed Coley                       | Episodul: "Undercover McCormick"                                                |
| 1985      | Hunter                              | Vic Terranova                  | Episodul: "The Snow Queen" 1 & 2                                                |
| 1985      | Remington Steele                    | Cop                            | Episodul: "Steele Trying"                                                       |
| 1985      | Final Jeopardy                      | Policeman #2                   | film TV                                                                         |
| 1986      | The Birthday Boy                    | Diner owner                    | film TV                                                                         |
| 1986      | Jack and Mike                       |                                | Episodul: "Pilot"                                                               |
| 1986      | Lady Blue                           | Joe Kaufman                    | Episodul: "Sylvie"                                                              |
| 1986      | Triplecross                         | Ernie (Veteran Cop)            | film TV                                                                         |
| 1986–1988 | Crime Story                         | Lt. Mike Torello               | 44 episoade                                                                     |
| 1987      | Six Against the Rock                | Robert Stroud                  | film TV                                                                         |
| 1988      | Open Admissions                     | Fred                           | film TV                                                                         |
| 1989      | China Beach                         | Lt. Col. Edward Edward Vincent | Episodul: "All About E.E.V."                                                    |
| 1989      | The Case of the Hillside Stranglers | Angelo Buono, Jr.              | film TV                                                                         |
| 1990      | Blind Faith                         | Prosecutor Kelly               | film TV                                                                         |
| 1990      | People Like Us                      | Elias Renthall                 | film TV                                                                         |
| 1991      | Perfect Crimes                      | Armand Zaro                    | film TV                                                                         |
| 1992      | Drug Wars: The Cocaine Cartel       | Mike Cerone                    | film TV                                                                         |
| 1992      | Cruel Doubt                         | Tom Bereton                    | Miniserie                                                                       |
| 1992      | Tales from the Crypt                | Antoine                        | Episodul: "Werewolf Concerto"                                                   |
| 1993      | The Disappearance of Nora           | Denton                         | film TV                                                                         |
| 1993      | A Stranger in the Mirror            |                                | film TV                                                                         |
| 1994      | One Woman's Courage                 | Craig McKenna                  | film TV                                                                         |
| 1994      | The Corpse Had a Familiar Face      | Det. Harry Lindstrom           | film TV                                                                         |
| 1995      | Out of Annie's Past                 | Charlie Ingle                  | film TV                                                                         |
| 1995      | Bonanza: Under Attack               | Charley Siringo                | film TV                                                                         |
| 1997      | Bella Mafia                         | Don Roberto Luciano            | film TV                                                                         |
| 1998      | Buddy Faro                          | Buddy Faro                     | 13 episoade                                                                     |
| 2002–2003 | In-Laws                             | Victor Pellet                  | 15 episoade                                                                     |
| 2004–2006 | Law & Order                         | Det. Joe Fontana               | 46 episoade                                                                     |
| 2005      | Law & Order: Trial by Jury          | Det. Joe Fontana               | Episodul: "Skeleton"                                                            |
| 2005      | Justice League Unlimited            | Wildcat (voice)                | Episodul: "The Cat and the Canary"                                              |
| 2005      | Empire Falls                        | Walt Comeau                    | Miniserie                                                                       |
| 2008–2010 | Unsolved Mysteries                  | Host/narrator                  | Spike TV                                                                        |
| 2011–2012 | Luck                                | Gus Demitriou                  | HBO                                                                             |
| 2012      | Doc McStuffins                      | Riggo (voice)                  | Episodul: "Stuck Up"                                                            |
| 2013      | New Girl                            | Walt Miller                    | 2 episoade                                                                      |
| 2013      | The Looney Tunes Show               | Frank Russo (voice)            | Episodul: "Daffy Duck, Esquire"                                                 |
| 2014      | Family Guy                          | Rolul său                      | Lansare postumă Episodul: "The Most Interesting Man in the World" (ultimul rol) |